# Túnel do Rego
Der Túnel do Rego ist ein Straßentunnel in der Stadtgemeinde Avenidas Novas der portugiesischen Hauptstadt Lissabon.
Er verbindet im Stadtviertel Santos die Rotunda da Rua da Beneficência mit der Rua Sousa Lopes und unterquert dabei die Bahntrasse der Linha de Cintura. Diese Verbindung ermöglicht einen Abfluss des Autoverkehrs von der Praça de Espanha zur Avenida 5 de Outubro.
Mit dem Bau wurde im März 2004 begonnen, im Dezember 2005 wurde der Tunnel eingeweiht. Ausführende Firma war die Construtora do Tâmega. Die Baukosten beliefen sich auf rund 4,3 Millionen Euro. Der 315 Meter lange Tunnel verfügt über je zwei Fahrspuren in jeder Richtung.